# Gare de Sakaemachi
La gare de Sakaemachi (栄町駅, Sakaemachi-eki) est une gare ferroviaire de la ville de Nagoya, dans la préfecture d'Aichi au Japon. Elle est exploitée par la compagnie Meitetsu.

## Situation ferroviaire
Gare terminus, Sakaemachi marque le début de la ligne Seto.

## Historique
La gare est inaugurée le 20 août 1978.

## Service des voyageurs

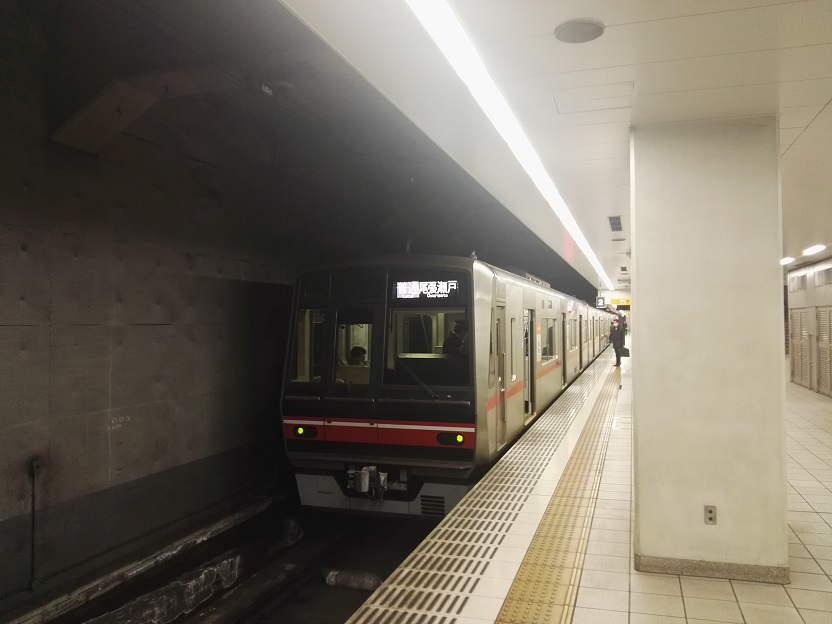
Vue de la gare souterraine.

### Accueil
La gare, située en souterrain, est ouverte tous les jours. 

### Desserte
- Ligne Seto :
  - voies 1 et 2 : direction Ōzone et Owari Seto.

### Intermodalité
La gare est en correspondance avec la station Sakae du métro de Nagoya (lignes Higashiyama et Meijō).